# Aloe gasterioides
Aloe gasterioides é uma espécie de liliopsida do gênero Aloe, pertencente à família Asphodelaceae.